# Figueira (Penafiel)
Figueira ist ein Ort und eine ehemalige Gemeinde (Freguesia) im Norden Portugals.
Figueira gehört zum Kreis Penafiel im Distrikt Porto. Sie besitzt eine Fläche von 5,7 km² und 409 Einwohner (Stand 30. Juni 2011).
Am 29. September 2013 wurden die Gemeinden Figueira und Lagares zur neuen Gemeinde Lagares e Figueira zusammengeschlossen.